# Johann Weidinger

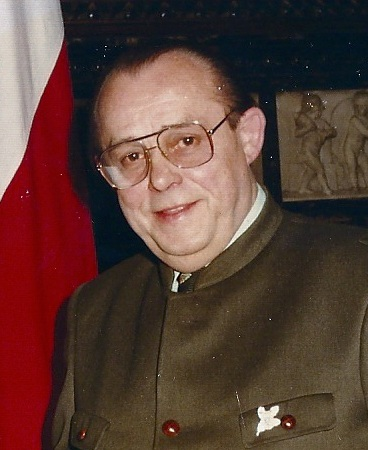
Johann Weidinger

Johann Weidinger (* 11. Oktober 1919 in Hödnitz; † 24. Februar 1985 in Wien) war ein österreichischer Kunsthandwerker.

## Leben
Nach dem frühen Tod seiner Mutter kam er zu seiner Tante nach Wien, Währing. Er besuchte die Volks- und Hauptschule in der Cottagegasse und anschließend die dreijährige Fachschule für Ledergalanteristen, wo er zum Feintäschner ausgebildet wurde und 1936 die Gesellenprüfung ablegte.
1941 heiratete er Notburga Harnisch. Sie haben vier gemeinsame Kinder. Als Soldat in einer Pioniereinheit kämpfte er von 1938 bis 1945 an fast allen europäischen Fronten. 1942 wurde er bei der Schlacht um Stalingrad schwer verwundet und mit dem letzten Flugzeug aus dem Kessel ausgeflogen. Beim Rückzug aus Ungarn im Jahr 1945 geriet er in sowjetische Kriegsgefangenschaft und wurde nach Sibirien deportiert.
Neben einigen Anstellungen in der Privatwirtschaft, übernahm er von 1953 bis 1957 in der Jagdgenossenschaft Pernitz-Feichtenbach die Jagdaufsicht. 1958 wurde Johann Weidinger freischaffender Künstler und erhielt von Bundespräsident Adolf Schärf den Arbeitstitel "Lederbildhauer" verliehen.

## Werk
In einer relativ langen Entwicklungs- und Experimentierzeit entdeckte er zum Teil verloren gegangene Techniken der Lederbearbeitung wieder und ergänzte diese Methoden mit eigenen Entwicklungen. Im Laufe der Jahre verbesserte und verfeinerte er die alten Arbeitsweisen und erzielte dadurch ganz eigene und neue Effekte. Durch eine besondere Technik machte er das verwendete Leder wesentlich geschmeidiger und dadurch besser formbar.
In Versuchen entwickelte er eine Masse zum Hinterfüllen der vorgetriebenen Formen. Er arbeitete die Einzelheiten seiner Werke mit heißen Werkzeugen aus dem Material heraus und nützte zur Erreichung einer besonderen plastischen Wirkung die Spaltbarkeit des Leders. In seiner Werkstatt mischte er sich spezielle Lederfarben, die dem durch die Wärmebehandlung des Leders erzielten Kolorit einen besonderen Reiz verliehen. Seine Behandlungs- und Härtungsmittel hielt er geheim. Die alten Techniken der Ledertreibarbeit, des Lederschnitts sowie der Brandmalerei machten es ihm möglich, seine ungewöhnlichen Objekte zu schaffen.
Die bei der Bearbeitung des Leders entstehenden gesundheitsschädlichen giftigen Dämpfe und die Säuren der Lederfarben führten zu längerer Krankheit und seinem frühen Tod.

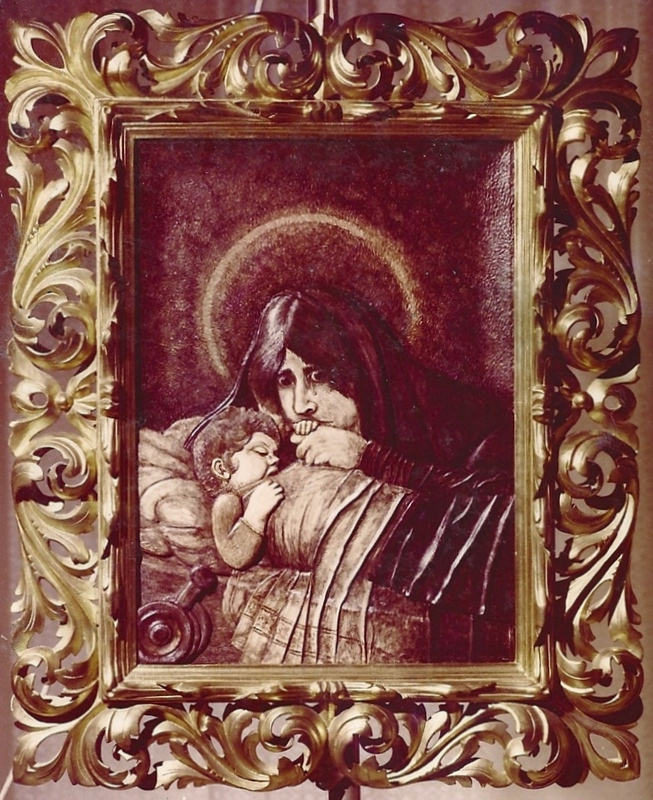
Madonna mit Kind nach einem Bild von Hermann Kaulbach (1846–1909)

Johann Weidinger war in den 1950er Jahren in Österreich der einzige Kunsthandwerker, der ausschließlich mit Leder arbeitete. Er schuf Zweck- und Kunstgegenständen für Jagd und Fischerei sowie sakrale Objekte.
Weidingers „ledernen Unikate“ wurden zu beliebten Gastgeschenken der österreichischen Regierung bei Staatsbesuchen oder hohen Anlässen. Zu den Beschenkten gehörten Königin Elisabeth II., Abd al-Aziz ibn Saud, Papst Johannes XXIII., Papst Paul VI., der Schah von Persien Mohammad Reza Pahlavi, Präsident John F. Kennedy, Präsident Markarius von Zypern, Präsident Ben Bella von Algerien, die französischen Staatspräsidenten Georges Pompidou und François Mitterrand, Prinz Bernhard der Niederlande, Aristoteles Onassis, der deutsche Bundeskanzler Ludwig Erhard, der bayrische Ministerpräsident Franz Josef Strauß, die Bundeskanzler von Österreich Leopold Figl, Julius Raab, Alfons Gorbach und Josef Klaus, die österreichischen Bundespräsidenten Adolf Schärf, Franz Jonas und Rudolf Kirchschläger, der Erzbischof von Wien Franz Kardinal König und der Bürgermeister von Wien Bruno Marek.

## Ehrungen
- Silbermedaille für jagdliches Kunsthandwerk der internationalen Jagdausstellung in Düsseldorf
- 1959 Goldmedaille und Ehrenurkunde des CIC beim internationalen Jagdkongress in Wien
- 1960 Silbermedaille anlässlich der internationalen Jagdausstellung in Florenz
- 1964 Goldene Ehrenmedaille und Ehrenurkunde für erlesenes Kunsthandwerk anlässlich der Jagdausstellung auf der Wiener Internationalen Gartenschau
- 1971 Goldmedaille für jagdliches Kunsthandwerk bei der Welt Jagdausstellung 1971 in Budapest
- 1974 Ehrennadel in Gold für Verdienste um das Kunsthandwerk in Wien
- 1981 Goldmedaille für jagdliches Kunsthandwerk und Ehrenpreis der Bulgarischen Jägerschaft anlässlich der Welt Jagdausstellung in Plowdiw
- Goldener Ehrenbruch des Niederösterreichischen Landesjagdverbandes
- Am 25. November 1980 wurde Johann Weidinger von Bundespräsident Rudolf Kirchschläger der Berufstitel Professor verliehen.